# Minnesota Muskies
Die Minnesota Muskies waren eine US-amerikanische Basketballfranchise aus Bloomington, Minnesota und Gründungsmitglied der American Basketball Association, die gleichzeitig mit dieser am 2. Februar 1967 gegründet wurde. L.P. Shields und Fred Jefferson kauften die Rechte daran für 30.000 US-Dollar. Sie spielten eine Saison in Minnesota und wurden anschließend zu The Floridians.
Die Vereinsfarben der Muskies waren blau und golden, ihre Heimspiele richteten sie im Metropolitan Sports Center aus. Die Zukunft der Muskies sah bei ihrer Gründung noch rosig aus, befand sich die Mannschaft doch in derselben Metropolregion wie die Liga selbst. Sie begannen mit einem ordentlichen Kader. Ihr erster Draft Pick war der talentierte Center Mel Daniels, der zu einem gefeierten Spieler der ABA werden sollte. Daniels wurde ebenfalls von den Cincinnati Royals aus der NBA gedraftet, entschied aber, es in der neu gegründeten Liga zu versuchen. Daniels, Donnie Freeman und Les Hunter repräsentierten die Muskies im ersten ABA All Star Game. Ebenfalls im Teamkader waren Brian Kirchberg, Ron Perry und Luke Witkowski. Cheftrainer war Jim Pollard, ein früherer Mannschaftskamerad des ABA-Commissioner George Mikan bei den Minneapolis Lakers in der NBA.
Früh in der ersten Saison kämpften die Muskies und die Indiana Pacers um den ersten Platz in der Eastern Division. Die Muskies zogen in der Tabelle den Pacers davon, aber die Pittsburgh Pipers konnten sie am Ende noch abfangen und den Divisionstitel gewinnen. Die Muskies lagen vier Spiele zurück auf Platz zwei mit 50 Siegen und 28 Niederlagen. Der Zuschauerschnitt lag bei 2473 Personen, aber der Wert könnte übertrieben sein, da die Muskies lediglich 100 Dauerkartenbesitzer hatten.
In den Divisionshalbfinals gewannen die Muskies das entscheidende fünfte Spiel gegen die Kentucky Colonels zu Hause mit 114:108. Danach trafen sie im Divisionsfinale auf die Pipers, das diese mit 4:1 für sich entscheiden konnten. Die Pipers gewannen anschließend auch die Meisterschaft.
Trotz ihres Erfolges auf dem Platz waren die Muskies eine Enttäuschung. Sie verloren 400.000 US-Dollar in ihrer ersten Saison, was auch an der Zuschauerresonanz lag. Das Management der Mannschaft suchte nach Änderungen für die kommende Saison 1968/69. Es gab Pläne, dass sie neun ihrer Heimspiele an anderen Orten in Minnesota austragen wollten, und sie erhielten auch einen lukrativen Fernsehvertrag. Stattdessen entschied man später, die Mannschaft nach Miami, Florida umzusiedeln. Vor dem Start der Saison machte die Mannschaft das, was viele als schlechteste Personalentscheidung in der ABA-Geschichte ansahen: Sie verkaufte Mel Daniels, den Rookie des Jahres, an die Indiana Pacers für Geld, um die angehäuften Schulden in Minnesota abzuzahlen. Am 24. Mai 1968 zog das Team nach Miami um und spielte dort als The Floridians bis einschließlich zur Saison 1971/72.
Minnesota blieb nicht ohne ABA-Team, da der Meister Pittsburgh Pipers nach Minneapolis umzog und dort in der Saison 1968/69 als Minnesota Pipers spielte.